# Jason Becker
Jason Becker és un guitarrista virtuós, nascut el 22 de juliol de 1969 als Estats Units d'Amèrica. Va començar a tocar la guitarra des de molt jove, degut al fet que el seu pare i el seu oncle eren guitarristes. Des de ben jovenet tocava temes de Bob Dylan, d'Eric Clapton, de Jeff Beck, de Jimi Hendrix, d'Eddie Van Halen o d'Yngwie Malmsteen. A més, com ell mateix afirma al seu vídeo "The legendary guitar of Jason Becker", va aprendre a tocar d'oïda i de forma autodidacta. Deia exactament: "escoltava frases de l'Yngwie Malmsteen als seus concerts o una obra de Stravinski i després tocava aquestes frases d'oïda amb la meva guitarra, les errades que feia al tocar-les d'oïda van fer que desenvolupés les meves pròpies frases". Als 16 anys va conèixer a en Marty Friedman, guitarrista que ja havia editat un parell de discs.

## Cacophony
Va néixer l'any 1986. Al seu torn que amb en Friedman (altre virtuós que després va integrar Megadeth, actualment amb una carrera com a solista) va integrar la banda de heavy Metal anomenada Cacophony. Cacophony va ser fundada per Mike Varney, antic propietari de la discogràfica Roadrunner. El seu primer àlbum, Speed Metal Symphony (1987), marca un nou estil de solos de guitarra harmoniosa, atorgant-li a la seva música un aspecte més elaborat i simfònic, unit amb escales i harmonies exòtiques occidentalitzades, aquestes últimes provinents d'en Friedman mentre que les influències clàssiques provenien d'en Becker. Editen el seu segon i últim àlbum, Go Off! (1988), amb temes més lents i melòdics que l'anterior, i amb una producció millor que el primer.

## Carrera solista
El seu primer disc, Perpetual Burn (1988), demostrava l'habilitat tècnica i compositiva d'en Becker. Aquest era farcit d'influències clàssiques, en bona manera barroques, que l'Yngwie Malsmteen s'havia encarregat de posar de moda. A més s'hi notaven les influències provinents de Stravinski, és a dir neoclàssiques, com es pot notar en tot el seu disc. També s'hi podien observar les influències d'harmonies orientals occidentalitzades que li inculcà en Marty Friedman a Cacophony i per descomptat el rock, el heavy metal, el thrash metal i fins i tot el blues. Aquest últim estil s'hi pot observar fàcilment al tema Eleven blue egyptians puix hi ha una sèrie de solos improvisats en blues, és a dir que era un guitarrista eclèctic que feia prevaldre l'instrument per sobre dels estils. Podem dir doncs que recollia qualsevol influència que li semblés interessant de qualsevol estil i la feia seva tot creant una mescladissa amb tot plegat.
El 1988 ingressa a la formació de la banda solista d'en David Lee Roth, cantant de Van Halen, gràcies a unes demos on en Jason interpretava cançons de Van Halen com Hot For Teacher, entre d'altres. Aquest lloc al grup d'en David Lee Roth era molt desitjat car estava substituint a l'Steve Vai que era i és un guitarrista molt respectat.
Cap al 1989 li diagnostiquen Esclerosi lateral amiotròfica, també anomenada ELA o la malaltia d'en Lou Gehrig, una estranya i inusual malaltia que atrofia tots els músculs del cos fins a finalment morir (el mateix cas que Stephen Hawking).
El 1990 és triat com a millor guitarrista de l'any segons els lectors de la revista Guitar Magazine.
Durant la gira amb en David Lee Roth, en Becker comença a perdre la mobilitat del seu cos. Fins que perd la mobilitat gairebé total del seu cos per culpa de la malaltia, arribant a poder moure únicament els ulls amb els quals es comunica amb la seva família. Mitjançant un sistema informàtic adaptat a llur ulls comença a compondre el seu disc Perspective(1996), en aquest disc només s'hi retroba una peça tocada per ell, que és més aviat una improvisació, la resta ho compon amb els ulls mitjançant l'ordinador. Ho interpreta el seu gran amic i virtuós guitarrista Michael Lee Firkins, acompanyat per una orquestra.
Enguany, sense mobilitat, en Becker viu amb la seva família assegut a una cadira de rodes i comunicant-se mitjançant moviments de llur ulls. Tot i així, el 1999 i el 2003 va editar dos nous discs anomenats Raspberry Jams i Blackberry Jams respectivament. Sengles discs van ser composts per demos gravades a l'estudi de casa seva, assajos, improvisacions i rareses. Tot i que els doctors li van dir que només viuria tres anys més, en Becker ha pogut sobreviure durant divuit anys. Podem gaudir de la història de la seva vida al vídeo The Legendary Guitar of Jason Becker, que a més inclou un clínic seu a un institut d'Atlanta quan encara no patia la malaltia a més a més d'imatges de concerts seus amb Cacophony i altres continguts inèdits.

## Projectes de futur
En Jason i el seu amic, l'actor Matt Schulze estan planejant una pel·lícula sobre la seva vida anomenada End of the Beginning. D'acord amb l'espai web oficial d'en Jason, Fender i Charvel construiran guitarres per a la pel·lícula i àdhuc en faran algunes pel públic en general. A més, està en procés un altre film Mr. Tambourine Man.
A més a més Shrapnel Records vol fer un àlbum amb el millor d'en Jason. En Jason actualment està a l'estudi tot treballant amb un parell de temes nous que acompanyaran aquest àlbum. En aquest àlbum faran d'instrumentistes en Marty Friedman, en Greg Howe,en Joe Satriani,en Michael Lee Firkins i l'Steve Hunter.

## Discografia
Cacophony:
- Speed Metal Symphony (1987)
- Go Off! (1988)

Carrera en solitari:
- Perpetual Burn (1988)
- Perspective (1996)
- The Raspberry Jams (1999)
- The Blackberry Jams (2003)